# Azolette
Azolette település Franciaországban, Rhône megyében. Lakosainak száma 122 fő (2022. január 1.). Azolette Propières, Belleroche és Saint-Germain-la-Montagne községekkel határos.

## Népesség
A település népességének változása:
| Lakosok száma | 127  | 123  | 121  | 120  | 121  | 121  | 121  | 122  | 122  |
|               | 2013 | 2015 | 2016 | 2017 | 2018 | 2019 | 2020 | 2021 | 2022 |